# Karpno (powiat bytowski)
Karpno (dodatkowa nazwa w j. kaszub. Karpno; niem. Karpno) – wieś kaszubska w Polsce, położona w województwie pomorskim, w powiecie bytowskim, w gminie Lipnica, na Równinie Charzykowskiej w rejonie Kaszub zwanym Gochami.
| SIMC    | Nazwa    | Rodzaj    |
| ------- | -------- | --------- |
| 0746900 | Klaklewo | część wsi |

W latach 1975–1998 wieś administracyjnie należała do województwa słupskiego.